# Максимов Олексій Матвійович
Олексій Матвійович Макси́мов (нар. 21 січня 1899, Казань, Російська імперія — пом. 24 травня 1965, Львів, УРСР, СРСР) — радянський актор театру і кіно, режисер і педагог. Народний артист Української РСР (1954).

## Біографія
Народився 9 [21] січня 1899 року в місті Казані (нині Татарстан, Російська імперія). На сцені — з 1917 року. Брав участь у Громадянській війні в Росії. Упродовж 1921—1924 років працював в антрепризі Юхима Доліна у Владивостоці, згодом працював у театрах Хабаровська, Кінешми, Херсону, Житомира, у 1930—1935 роках — в театрі «Червоному факелі» у Новосибірську, потім в Ростові-на-Дону; одночасно протягом 1937—1940 років викладав акторську майстерність в Ростовському театральному училищі.
З 1940 року актор і режисер театру Київського військового округу (у 1944—1953 роках — театр Одеського військового округу, з 1954 року — Львівський російський драматичний театр). Одночасно у 1946—1951 роках викладав у Одеському театральному училищі. Член КПРС з 1957 року. Помер у Львові 24 травня 1965 року. Похований у Львові на Личаківському цвинтарі.

## Творчість
Найбільш вдало виконував героїчні ролі; втілював образи людей сильного, вольового характеру. Серед робіт:
театральні ролі
- Іван Горлов, Богдан Хмельницький («Фронт», «Богдан Хмельницький» Олександра Корнійчука);
- Іван Грозний («Великий государ» Володимира Соловйова);
- Вершинін («Бронепоїзд 14-69» Всеволода Іванова);
- Гай («Мій друг» Миколи Погодіна);
- Бем («Прага залишається моєю» Юрія Буряківського);
- Кошкін («Любов Ярова» Костянтина Треньова);
- Микола Ватутін («Генерал Ватутін» Любомира Дмитерка);
- Сірано де Бержерак («Сірано де Бержерак» Едмона Ростана);

у кіно
- Ілля Владимиров («Макар Нечай», 1940);
- отаман Григор'єв («Олександр Пархоменко», 1942);
- Робертсон («Миклухо-Маклай», 1947);
- Голубєв («Головний проспект», 1956);
- Керженцев («Блакитна стріла», 1958);
- Густав Августович («Таврія», 1959);
- Павло Кареджи («Космічний сплав», 1964);
- Орлов («Сон», 1964).

поставив вистави
- «Великий государ» Володимира Соловйова (1946);
- «Варвари» Максима Горького (1948);
- «Весна у Москві» (1950) та «Іван Рибаков» (1954) Віктора Гусєва;
- «Оптимістична трагедія» Всеволода Вишневського (1957).

## Відзнаки
- Сталінська премія (1952; за роль Бема у виставі «Прага залишається моєю»);
- Народний артист УРСР з 1954 року;
- Орден «Знак Пошани».